# خوان كريسوستومو فالكون
خوان كريسوستومو فالكون (بالإسبانية: Juan Crisóstomo Falcón) (و. 1820 – 1870 م) هو جندي من فنزويلا .